# Operaciones psicológicas de Estados Unidos
Las operaciones de guerra psicológica llevadas a cabo por Estados Unidos (PSYOP por sus siglas en inglés) son operaciones para manipular el razonamiento y la motivación de grupos de personas no estadounidenses y, en última instancia, influir en el comportamiento de gobiernos, organizaciones y empresas extranjeras.
Persiguen fomentar el descontento popular con sus líderes y degradar la capacidad de un adversario para llevar a cabo operaciones militares. También pueden perturbar, confundir y prolongar el proceso de toma de decisiones del adversario, socavando el mando y el control.
Hay tres tipos principales: estratégico, operativo y táctico. Las operaciones estratégicas incluyen actividades informativas realizadas por agencias gubernamentales de EE. UU. fuera del ámbito militar, aunque muchas utilizan recursos del Departamento de Defensa (DOD).[cita requerida]. Se llevan a cabo operaciones psicológicas a nivel operativo en toda la gama de operaciones militares, incluso durante tiempos de paz. Por último, las operaciones tácticas se llevan a cabo en el área asignada a un comandante táctico en un teatro de guerra.[cita requerida]
Las operaciones psicológicas militares, a nivel táctico, en un campo de batalla, suelen realizarse mediante altavoz y comunicación cara a cara. Las operaciones estratégicas pueden utilizar redes sociales, transmisiones de radio o televisión, diversas publicaciones, folletos lanzados desde el aire o, como parte de una operación encubierta, información auténtica o falsa insertada en medios de comunicación extranjeros.
Se pueden utilizar tanto en tiempos de paz como en tiempos de conflicto.[cita requerida] Desde la ley Smith-Mundt de 1948, los militares estadounidenses tienen prohibido realizar misiones de guerra psicológica sobre ciudadanos estadounidenses. Por el contrario, sí están autorizados a realizarlas sobre poblaciones extranjeras de naciones aliadas. Al globalizarse la circulación de la información, resulta sin embargo difícil evitar que las operaciones psicológicas estadounidenses no acaban afectando a sus propios ciudadanos. Ya en la Hoja de Ruta de Operaciones de Información, aprobada por el Secretario de Defensa Donald Rumsfeld en octubre de 2003, se afirmaba que "la información destinada a audiencias extranjeras, incluida la diplomacia pública y las operaciones psicológicas, es consumida cada vez más por nuestra audiencia nacional y viceversa".
En el vocabulario militar estadounidense, las operaciones de guerra psicológica se conocen como Psychological Operations (PSYOP), si bien entre 2010 y 2017 también fueron denominadas Military Information Support Operations (MISO) 

## Unidades de guerra psicológica
La mayoría de las unidades de operaciones psicológicas militares de Estados Unidos están en el ejército. Las operaciones "blancas" (que en la jerga militar estadounidense significa abiertas y reconocidas) pueden ejecutarse vía medios estatales como Voice of America o medios de comunicación regionales o nacionales. Las unidades de la Agencia Central de Inteligencia (CIA) suelen ser responsables, a nivel estratégico, de las operaciones denominadas "negras" (encubiertas) y de algunas "grises". 
En el Departamento de Defensa de los Estados Unidos, existen unidades de Operaciones Psicológicas en el Ejército (4º y 8º Grupos de Operaciones Psicológicas) y en la Fuerza Aérea con unidades COMMANDO SOLO  bajo el Ala 193ª de Operaciones Especiales del Comando de Operaciones Especiales. La Armada de los Estados Unidos también planifica y ejecuta misiones psicológicas de alcance limitado.

## Principales operaciones

### Primera Guerra Mundial
Durante la Primera Guerra Mundial, la Subsección de Propaganda se estableció a principios de 1918 bajo la Rama de Inteligencia Militar de la Fuerza Expedicionaria Estadounidense (AEF) dentro de la División Ejecutiva del Estado Mayor General. 
En algunos casos, la Subsección se excedió en su cometido, por ejemplo publicando por su propia iniciativa folletos que prometían que todos los rumanos de Austria-Hungría serían unificados con Rumanía.

### Segunda Guerra Mundial
Los Estados Unidos hicieron un uso extensivo de operaciones psicológicas en la Segunda Guerra Mundial, desde las estratégicas hasta las tácticas. La propaganda blanca a nivel nacional era responsabilidad de la Oficina de Información de Guerra, mientras que la propaganda negra era con mayor frecuencia responsabilidad de la rama de Operaciones Morales de la Oficina de Servicios Estratégicos (OSS).
La planificación de operaciones psicológicas comenzó antes de la entrada de Estados Unidos en la guerra, con la creación de la Oficina del Coordinador de Asuntos Interamericanos (OCIAA), bajo Nelson Rockefeller, con la responsabilidad de las operaciones psicológicas dirigidas a Iberoamérica.
El 11 de julio de 1941, William Donovan fue nombrado Coordinador de Información (COI), institución que posteriormente se convirtió en el OSS. Al principio, existió una unidad llamada Servicio de Información Exterior (FIS) dentro del COI, encabezada por Robert Sherwood, que producía propaganda blanca para uso fuera de Iberoamérica.
Para hacer frente a algunos problemas burocráticos, se creó la Oficina de Información de Guerra (OWl) con Elmer Davis como director. El FIS, todavía bajo el mando de Sherwood, se convirtió en la rama de ultramar del OWl, que se ocupaba de la propaganda blanca. Al mismo tiempo se creó el OSS. Donovan obtuvo una ayuda considerable del Ministerio de Guerra Económica británico. 
La rama de Operaciones Morales (MO) de la OSS era la rama de operaciones psicológicas. En general, sus unidades trabajaron de manera autónoma en cada teatro de guerra, sin mucha coordinación central. Estuvo presente en la mayoría de los teatros, con la excepción del Sudoeste del Pacífico, dirigido por Douglas MacArthur, que era hostil a la OSS.

La OSS era responsable de la propaganda estratégica, mientras que los comandantes militares tenían responsabilidad operativa y táctica. Dwight Eisenhower apoyó notablemente las operaciones psicológicas, tenía organización de guerra psicológica en todos sus estados mayores y trabajó con la OSS y el OWI. Los militares hicieron propaganda blanca a nivel de teatro, aunque la función de propaganda negra varió, a menudo llevada a cabo mediante organizaciones conjuntas con los británicos.
Por primera vez en la historia de Estados Unidos, los guerreros psíquicos estadounidenses emplearon la guerra psicológica electrónica en el campo, en septiembre de 1944. Ingenieros de la 1.ª Sección de Radio del 1.º MRBC grabaron entrevistas de prisioneros de guerra para retransmitirlas en primera línea y reprodujeron el sonido de una gran cantidad de tanques y otros vehículos de motor de unidades blindadas aliadas en un intento de engañar a la inteligencia alemana y bajar la moral del enemigo.
Los folletos se lanzaban principalmente desde aviones, pero también con proyectiles de artillería.

### Guerra Fría

#### Radio
Durante la Guerra Fría contra la Unión Soviética, Estados Unidos realizó un gran esfuerzo mundial de propaganda a través de retransmisiones de radio vía Radio Europa Libre y Radio Libertad.

#### Guerra de Corea

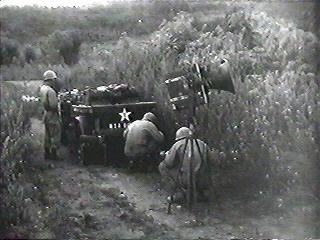
Equipo de altavoces del ejército estadounidense en acción en Corea

El ejército estadounidense utilizó ampliamente operaciones psicológicas durante la Guerra de Corea. La primera unidad, la 1st Loudspeaker and Leaflet Company, se envió a Corea en el otoño de 1950. Especialmente para las operaciones dirigidas contra las tropas de la República Popular Democrática de Corea (RPDC; Corea del Norte), era esencial trabajar con el personal de la República de Corea (ROK; Corea del Sur) para desarrollar propaganda con el contexto lingüístico y cultural más efectivo.
Dado que la guerra era una operación ordenada por las Naciones Unidas, las sensibilidades políticas eran altas. Si bien las reglas estadounidenses limitaban la mención de la República Popular China o la Unión Soviética, primero por temor a que aumentaran su intervención y luego para evitar desmoralizar a la población surcoreana, tanto Stalin como las tropas chinas aparecieron en folletos o fueron su blanco.
Una de las operaciones psicológicas estadounidenses en esta guerra fue la Operación Moolah, que incitaba a pilotos comunistas a desertar a Corea del Sur con sus MiG-15, para que Estados Unidos pudiera estudiar estos aparatos
Tras el armisticio, Estados Unidos siguió lanzando folletos sobre Corea del Norte ocasionalmente, como en la Operación Jilli de la Guerra Fría de 1964 a 1968.

#### Guatemala
La operación de la CIA para derrocar al gobierno democrático de Guatemala en 1954, conocida como PBSuccess, fue más ambiciosa y más exitosa que cualquiera de sus precedentes. En lugar de ayudar a un contendiente prominente a ganar poder, esta operación utilizó una intensa campaña paramilitar y psicológica para reemplazar un gobierno popular elegido democráticamente por una nulidad política. En cuanto a método, escala y concepción, no tenía antecedentes, y su triunfo confirmó la creencia de muchos en la administración Eisenhower de que las operaciones encubiertas ofrecían un sustituto seguro y barato de la fuerza armada para contrarrestar lo que declaraban era una incursión comunista en el Tercer Mundo.

#### Vietnam
Las operaciones psicológicas se utilizaron ampliamente en Vietnam, con propaganda blanca bajo la Agencia de Información de los Estados Unidos y el Comando de Asistencia Militar de Vietnam, y propaganda gris y negra bajo la CIA y el Grupo de Estudios y Observación .

#### Nicaragua
La CIA escribió un manual para los rebeldes de derecha, los Contras, titulado Operaciones psicológicas en la guerra de guerrillas, con el fin de reforzar su lucha contra el gobierno marxista sandinista .

#### Suecia
En los años 1980, el primer ministro sueco Olof Palme se vio obligado a renunciar a su política exterior neutralista y pacifista debido a la aparición repetida de supuestos submarinos soviéticos frente a las costas suecas, que causaron temor a una "amenaza soviética inminente". Dos décadas después, se supo gracias a declaraciones de entre otros el ex-secretario de defensa estadounidense Caspar Weinberger que los submarinos en cuestión eran en realidad estadounidenses y británicos. El investigador sueco Ola Tunander afirma que las apariciones de submarinos estadounidenses fueron realizadas por la Oficina Nacional de Reconocimiento Subacuático (NURO) como parte de una elaborada operación de guerra psicológica sobre el pueblo sueco y que algunos aspectos de las operaciones fueron coordinados con la red secreta de "partisanos anti-comunistas" de la OTAN desplegada en Suecia. 
Véase Estrategia de tensión y Operación Gladio .  

### Guerras posteriores a 1989

#### Panamá
Durante la invasión estadounidense de Panamá, las operaciones de guerra psicológica incluyeron negarle al régimen de Noriega el uso de sus propias instalaciones de radiodifusión. Una misión de acción directa eliminó partes clave de los transmisores. Los informes posteriores concluyeron que esta acción debería haber tenido una prioridad mucho mayor y haberse realizado antes en la operación.
Una técnica inusual, desarrollada durante la invasión, fueron las misiones de capitulación, apodadas "Ma Bell". Había varios puntos fuertes panameños que seguían teniendo acceso telefónico. Personal estadonidense hispanohablante llamaba al comandante panameño al cargo, ordenándole deponerlas armas y reunier a sus hombres en el patio de armas, o si no enfrentarse a consecuencias letales. Lograron así la rendición de 14 cuarteles, casi 2.000 soldados y más de 6.000 armas sin una sola baja estadounidense. Varios colaboradores de alto rango de Manuel Noriega también fueron capturados mediante operaciones Ma Bell.

#### Guerra del Golfo de 1991
Las operaciones psicológicas fueron particularmente exitosas durante la Guerra del Golfo debido a la renuencia de muchos militares iraquíes a participar en combate. A través de folletos y transmisiones por altavoces, las fuerzas de guerra psicológica guiaron a muchos soldados enemigos a una rendición exitosa.
Las fuerzas de la coalición liderada por Estados Unidos colaboraron con sus socios saudíes, kuwaitíes y otros para asegurarse de que las operaciones psicológicas fueran apropiadas cultural y lingüísticamente.

#### Bosnia-Herzegovina
Tras la firma de los Acuerdos de Paz de Dayton en 1995, el ejército estadounidense envió a Bosnia unidades de guerra psicológica en apoyo de las Fuerzas de Implementación de la Paz (IFOR) de la OTAN.
Su misión inicial era proporcionar información a militares y civiles de las tres facciones en conflicto (croatas, bosnios y serbios) ayudando a restaurar un entorno pacífico con el objetivo final de salvar vidas y reducir las tensiones. Los principales medios de difusión de información fueron la radio y la televisión, así como una considerable distribución de folletos, carteles y recuerdos, como balones de fútbol y libros para colorear. Al comienzo de la misión, las fuerzas estadounidenses en Sarajevo fueron hostigadas por francotiradores, sin sufrir bajas.
A medida que la misión continuaba desarrollándose, las fuerzas estadounidenses asumieron nuevas misiones centradas en concienciar a la población civil sobre el considerable peligro de las minas terrestres y las municiones sin detonar. Se obtuvo el apoyo de DC Comics, que produjo ediciones especiales de cómics de Superman impresos en los dialectos croata y serbio. Organizaciones alemanas también contribuyeron con ediciones impresas de una revista infantil desarrollada en Alemania específicamente para esta misión llamada Mirko, un juego de palabras con la palabra serbocroata "mir", que significa "paz".

#### Guerra de Irak
Una de las imágenes más icónicas de la invasión estadounidense de Irak de 2003 fue el derrocamiento de una estatua de Saddam Hussein en la plaza Firdos, en el centro de Bagdad. Este evento ha sido considerado una manipulación y puesta en escena por parte de Estados Unidos, ya que no fue una celebración natural y espontánea de la población local iraquí sino que fue cuidadosamente orquestado y supervisado por un equipo estadounidense de guerra psicológica. Los medios de comunicación estadounidenses exageraron el número de "locales" presentes aquel día, y se ha alegado que los iraquíes "locales" ni siquiera eran de la zona sino que habían sido reclutados por la inteligencia estadounidense y llevados al lugar del derrocamiento planificado previamente.

#### Guerra de Afganistán
Durante la Guerra de Afganistán  (2001-2021), los equipos estadounidenses de guerra psicológica a menudo transmitieron mensajes abrasivos por altavoces para tentar a los combatientes enemigos a una confrontación directa, donde los estadounidenses tenían ventaja. Otras veces, utilizaron altavoces para convencer a soldados enemigos de que se rindieran.

## Controversias recientes

### Influencia del Pentágono sobre medios de comunicación
En 2000, salió a la luz que soldados del 4º Grupo de Operaciones Psicológicas habían estado haciendo prácticas en las cadenas de noticias estadounidenses Cable News Network (CNN) y National Public Radio (NPR) a finales de los años 1990. El programa generó controversia por la influencia que estos soldados podrían tener sobre las noticias estadounidenses y los programas fueron cancelados.
En 2008, el New York Times denunció que numerosos analistas retratados en los medios de comunicación estadounidenses como independientes y objetivos estaban en realidad bajo la tutela del Pentágono.

### Uso de la música en el interrogatorio de prisioneros

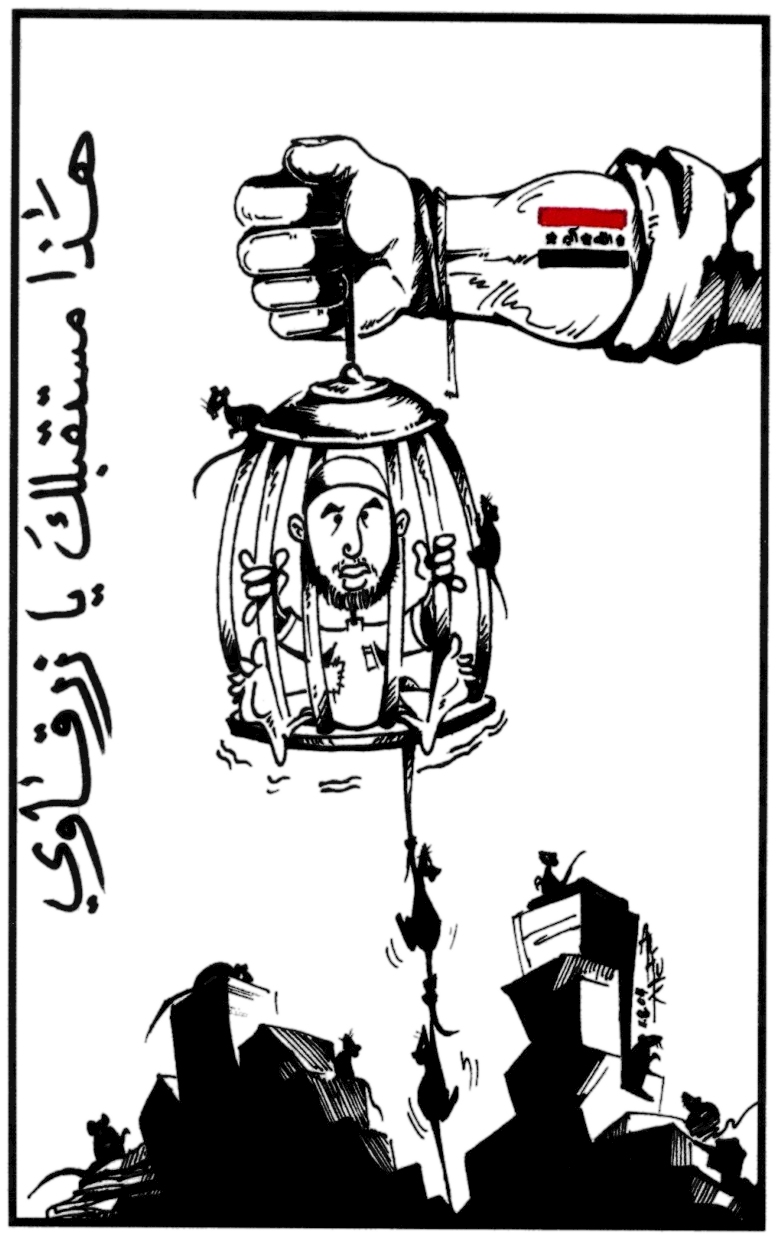
Folleto difundido por los estadounidenses en Irak. El texto se traduce como "Este es tu futuro al-Zarqawi" y muestra al terrorista de Al Qaeda, al-Zarqawi, atrapado en una trampa para ratas que está retenida por un soldado del ejército iraquí o un policía iraquí.

En 2003, el sargento estadounidense Mark Hadsell afirmó haber utilizado música alta durante el interrogatorio de prisioneros iraquíes.
Se ha reportado el uso de música durante interrogatorios en otras ocasiones.
En 2008, Associated Press informó que varios músicos estaban coordinando sus objeciones al uso de su música como técnica de tortura a través de una iniciativa llamada Zero dB. Sin embargo, algunos músicos como Stevie Benton del grupo Drowning Pool apoyaron dicha técnica.

### Delegación del Congreso de 2009 a Afganistán
En febrero de 2011, el periodista Michael Hastings informó en Rolling Stone que el teniente coronel Michael Holmes, supuesto líder de un grupo de guerra psicológica en Afganistán, alegó que el teniente general William B. Caldwell, a cargo de entrenar tropas en Afganistán, ordenó a Holmes y su grupo que realizaran una investigación en profundidad sobre los congresistas estadounidenses que iban a venir a visitarles.  Según Holmes, a su equipo se le encomendó la tarea de "proporcionar ilegalmente temas y mensajes para influir en el pueblo y el liderazgo de Estados Unidos".
Los objetivos reportados incluyeron a los senadores estadounidenses John McCain, Joe Lieberman, Jack Reed, Al Franken, Carl Levin, el representante Steve Israel del Comité de Asignaciones de la Cámara de Representantes; el almirante Mike Mullen, del Estado Mayor Conjunto ; el embajador checo en Afganistán; el ministro del Interior alemán y analistas de centros de estudios.  Según la Ley Smith-Mundt de 1948, tales operaciones no pueden utilizarse contra estadounidenses. Cuando Holmes intentó buscar consejo y protestar, los militares lo investigaron a instancias del jefe de personal del general Caldwell.
El portavoz de Caldwell, el teniente coronel Shawn Stroud, negó las afirmaciones de Holmes. Posteriormente, Holmes admitió que no era un oficial de Operaciones Psicológicas ni estaba a cargo de una unidad de Operaciones Psicológicas y reconoció que las órdenes de Caldwell eran "bastante inocuas".  El general David Petraeus ordenó una investigación sobre el presunto incidente.

### Operaciones de influencia de Internet
En 2022, Meta y el Observatorio de Internet de Stanford descubrieron que durante cinco años personas asociadas con el ejército estadounidense, que intentaron ocultar sus identidades, crearon cuentas falsas en redes sociales como Balatarin, Facebook, Instagram, Odnoklassniki, Telegram, Twitter, VKontakte y YouTube en una operación de influencia en Asia Central y Medio Oriente. Sus publicaciones, incluidos casi 300.000 tuits principalmente en árabe, farsi y ruso, criticaban a Irán, China y Rusia y difundían narrativas pro-occidentales. Los datos revelados sugirieron que la actividad fue una serie de campañas encubiertas en lugar de una sola operación.
En 2024 se supo que el gobierno de Donald Trump había lanzado a partir de 2020 una campaña secreta de desinformación contra la vacuna china contra el COVID-19 en varios países de Asia, principalmente centrada en Filipinas. La campaña, propagada por cientos de cuentas falsas en redes sociales operadas por militares estadounidenses, sembraba dudas sobre la eficacia de la vacuna china y afirmaba que los musulmanes debían rechazarla porque supuestamente contenía gelatina de cerdo. Unos meses después de la derrota de Donald Trump en las elecciones, la nueva administración Biden detuvo la campaña.